# Baie-Saint-Paul
Baie-Saint-Paul è un comune del Canada, situato nella provincia del Québec, nella regione di Capitale-Nationale.